# 金天泽 (诗人)
金天泽（1687年—1758年），字伯涵、又字履叔，号南坡，朝鲜王朝后期平民诗歌创作团体“敬亭山”的核心人物，与金寿长一起被誉为“敬亭山两翁”。他于1728年整理出版了朝鲜文学史上的首部综合性国语诗歌集《青丘永言》。《青丘永言》收录了自高丽以来流传下来的998首时调和17首歌辞，是当时朝鲜规模最大的诗歌集。金天泽只做过官职卑微的“捕校”，但耳闻目睹了官场的是非颠倒。他的时调作品有着道家情调，多为笑傲山林江湖之作。主要代表作有《山林乐》、《江湖归》、《我做主》、《醉酒歌》、《三学士》、《惜寸阴》等。金寿长在其所编撰的《海东歌谣》中如是评价金天泽“语之真实、淳厚，清廉、孝忠者采之。”:988-996:301-303

## 诗作
|  | 干作直上云霄梦，只恨无能双翅展。只等向往蓬岛日，但怨不擅舟楫驶。惟是牵念主山林，自在逍遥忘尘世。——金天泽时调《山林乐》译诗:989 |

|  | 醒来再饮，醉来卧。世上荣辱，关我何？平生无醒日，醉里乾坤活。——金天泽时调《醉酒歌》译诗:990-991 |

|  | 风尘滚滚，身不由己。江湖一梦，久盼已催。报尽圣恩后，浩然上兮长归。——金天泽时调《江湖归》译诗:990 |